# Galleria Sant'Ugo
La galleria Sant'Ugo era una galleria tranviaria della città di Genova, che collegava la stazione Principe con la circonvallazione a monte.
Fu costruita nel 1895-96 per permettere alla tranvia della circonvallazione a monte di superare il dislivello altimetrico posto sopra la stazione Principe.
Venne chiusa negli anni cinquanta del XX secolo, quando la tranvia venne sostituita da una moderna filovia.

## Galleria d'immagini

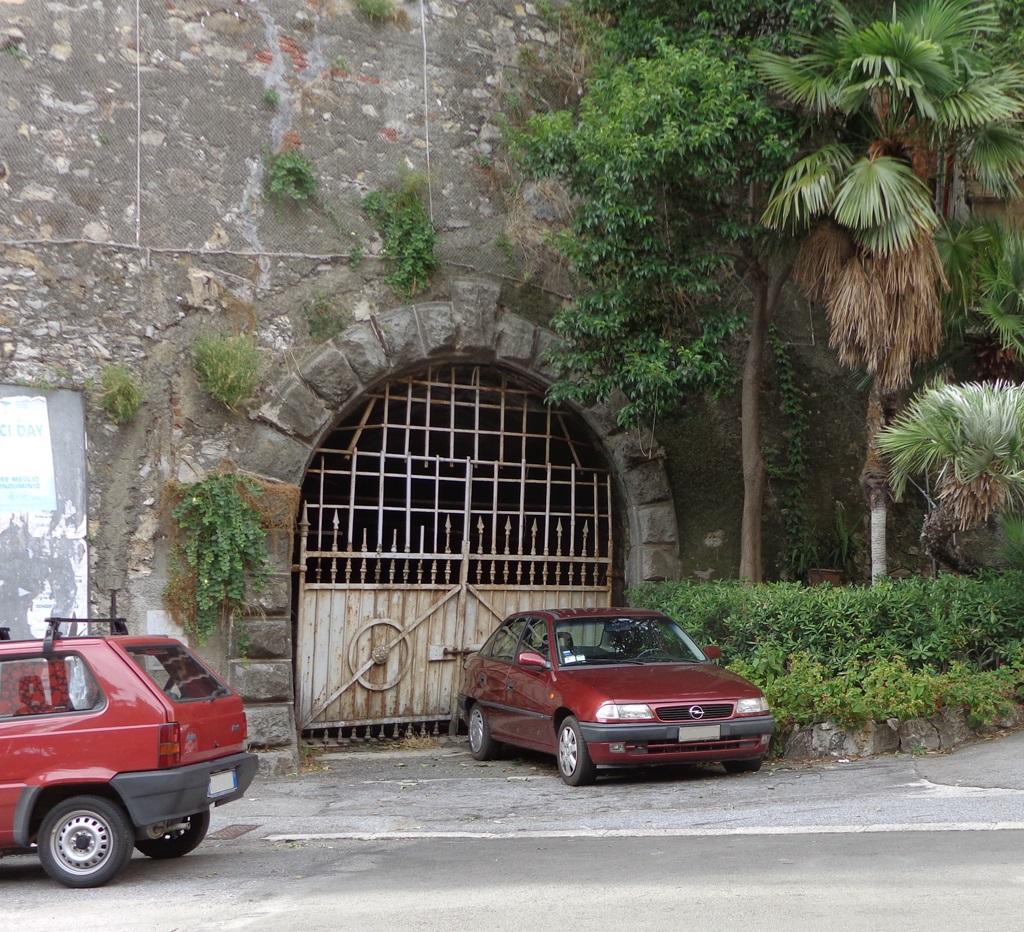
L'imbocco superiore in Piazza Ferreira
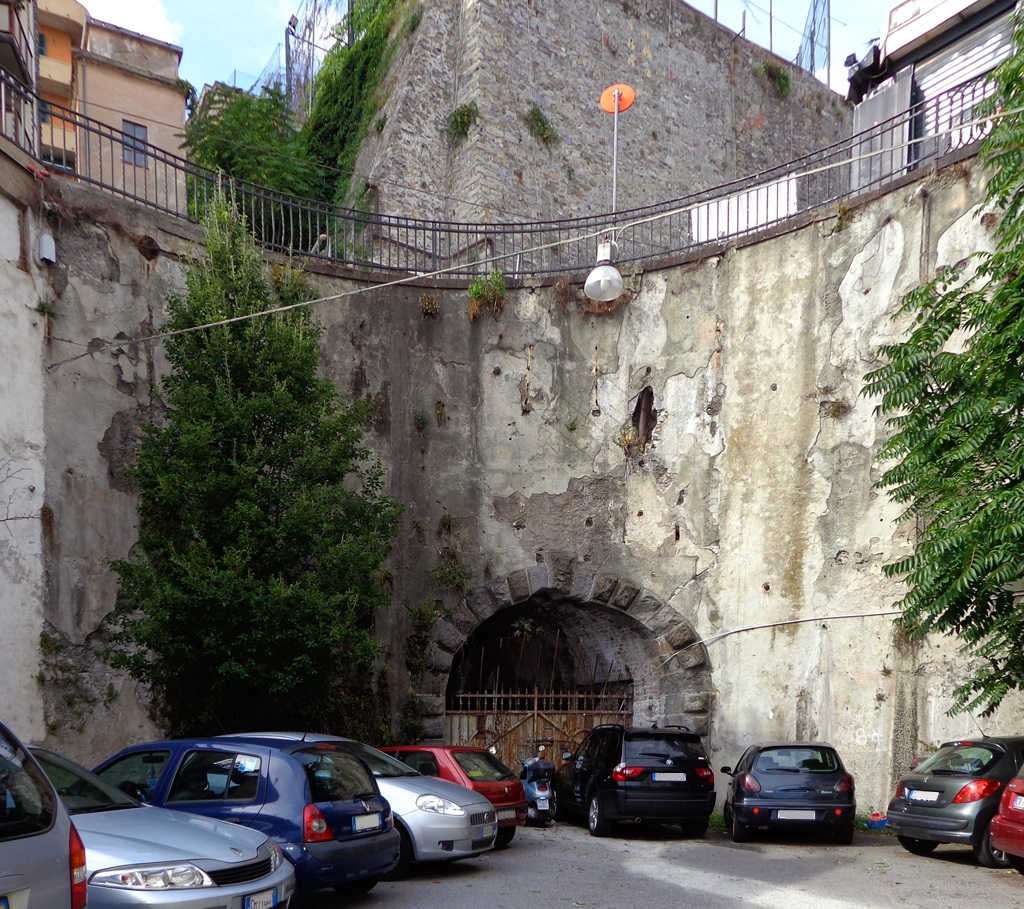
L'imbocco inferiore in Salita della Provvidenza
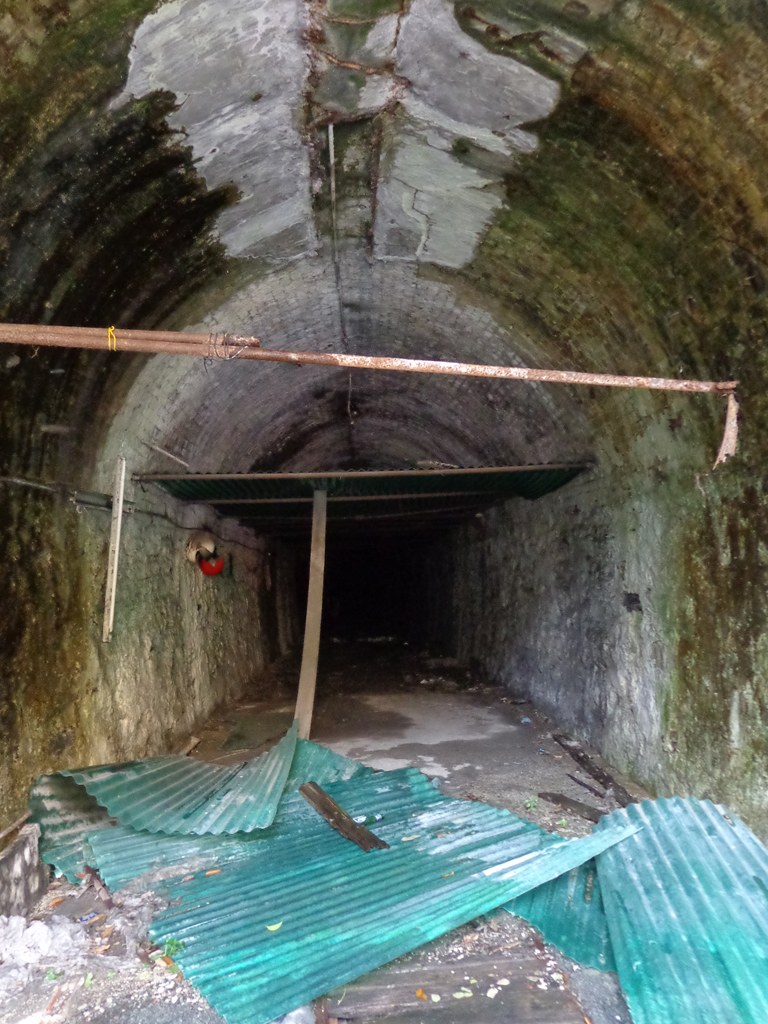
L'interno